# Ravni Topolovac
Ravni Topolovac (cyr. Равни Тополовац) – wieś w Serbii, w Wojwodinie, w okręgu środkowobanackim, w gminie Žitište. W 2011 roku liczyła 1137 mieszkańców.